# Érik Orsenna

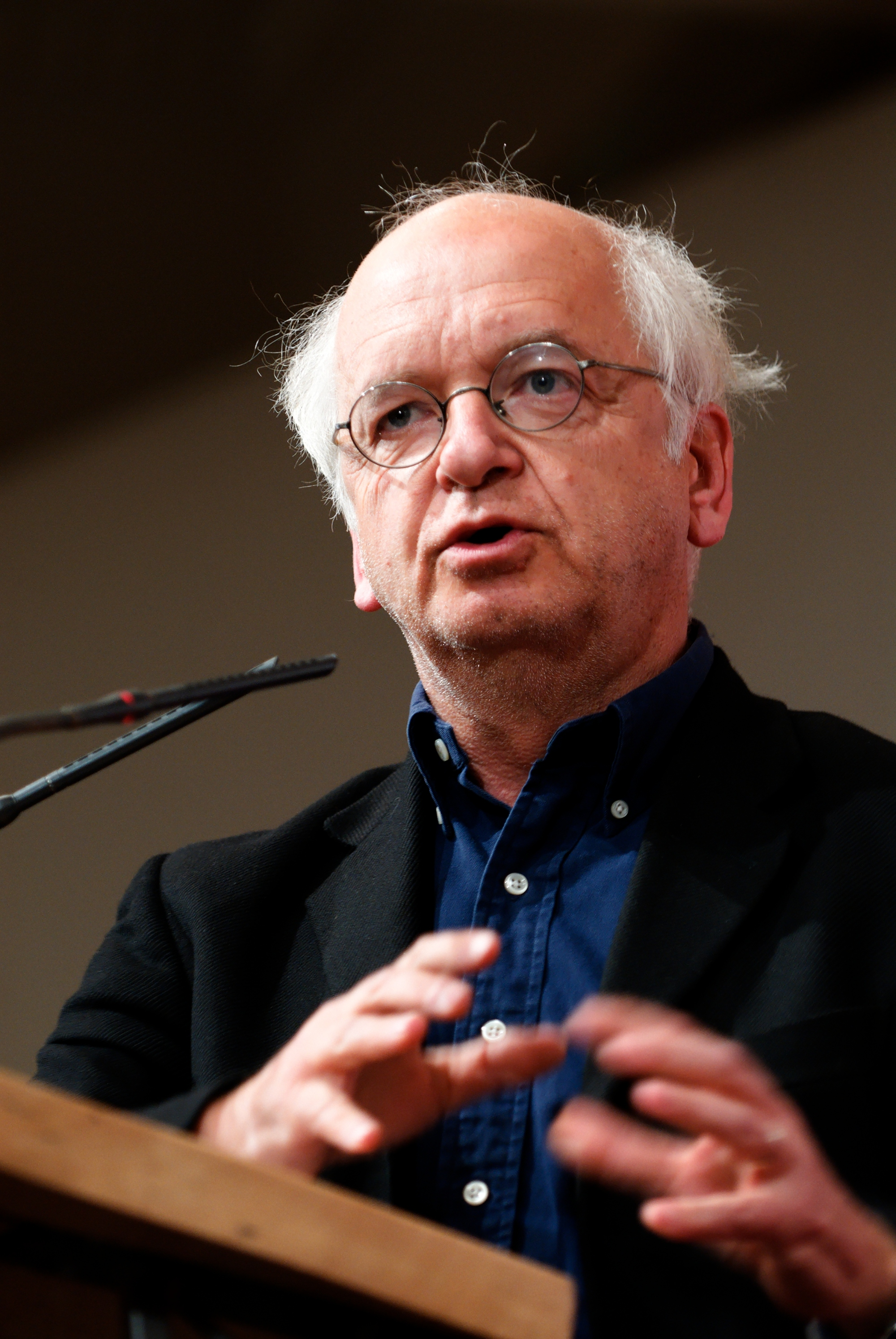
Érik Orsenna

Érik Orsenna (Pseudonym von Erik Arnoult; * 22. März 1947 in Paris) ist ein französischer Schriftsteller und Wissenschaftler.

## Leben
Érik Orsenna ist Mitglied der Académie française. Für den Roman Gabriel II. oder Was kostet die Welt? in der französischen Fassung erhielt er 1988 den Prix Goncourt und den Prix Goncourt des lycéens. Für das Buch Weiße Plantagen (Orig.: Voyage aux pays du coton: petit précis de mondialisation) erhielt er im Jahre 2006 den 2. Preis des Lettre Ulysses Award.
Er ist Mitautor mehrerer Drehbücher, u. a. für den Film Indochine.
Akademische Arbeiten veröffentlicht er als Wirtschaftswissenschaftler „Erik Arnoult“ mit seinem Klarnamen.

## Wissenschaftliche Arbeiten
Unter seinem Klarnamen Érik Arnoult veröffentlicht.
- 1972: Euro-émissions : nouvelles perspectives bancaires internationales, Mame-Éditions, zusammen mit Jean-Paul Lemaire
- 1977: Espace national et déséquilibre monétaire. Presses universitaires de France, Paris. Überarbeitete Version seiner Dissertation in Wirtschaftswissenschaften, welche er in der Universität Paris I 1975 unter dem Titel Les Mécanismes de la création en économie ouverte einreichte und erfolgreich verteidigte.
- 1999: Le Conseil d'État: juger, conseiller, servir, mit François Monnier, Paris: Gallimard, Reihe Découvertes Gallimard (nº 388). ISBN 2-07-053491-X.

## Werke (Auswahl)
- 1974: Loyola's blues. Seuil
- 1977: La Vie comme à Lausanne. Seuil ISBN 2-02-004698-9 (1978 mit dem Prix Roger-Nimier ausgezeichnet)
- 1980: Une comédie française. Seuil ISBN 2-02-005601-1.
- 1981 Villes d'eaux, zusammen mit Jean-Marc Terrasse. Ramsay ISBN 2-85956-197-8.
- 1988: L' Exposition coloniale. Seuil ISBN 2-02-010017-7.
  - Übers. Claus Josten, Stefan Linster: Gabriel II. oder Was kostet die Welt. Kiepenheuer & Witsch, Köln 1989, ISBN 3-462-01998-8.
- 1990: Rêves de sucre. Hachette, Paris ISBN 2-01-016519-5.
- 1992: Besoin d'Afrique zusammen mit Éric Fottorino, Christophe Guillemin. Fayard ISBN 2-213-02761-7.
- 1993: Grand amour. Seuil ISBN 2-02-012127-1.[1]
- 1997: Deux étés. Arthéme Fayard
  - Übers. Uli Aumüller: Inselsommer. Hanser, München 2000, ISBN 3-446-19865-2.[2]
- 2003: Madame Bâ, Stock ISBN 2-213-61545-4.
- 2005: Portrait du Gulf Stream. Éloge des Courants. Seuil
  - Übers. Annette Lallemand: Lob des Golfstroms. Beck, München 2006
- 2006: Voyage aux pays du coton. Petit précis de mondialisation. Fayard ISBN 2-213-62527-1.
  - Übers. Antoinette Gittinger, Uta Goridis: Weiße Plantagen. Eine Reise durch unsere globalisierte Welt. C. H. Beck, München 2007, ISBN 3-406-55917-4.
- 2006: mit Isabelle Autissier: Salut au Grand Sud, Stock
  - Übers. Holger Fock, Sabine Müller: Großer Süden. Eine Reise in die Welt der Antarktis. Beck, München 2008, ISBN 978-3-406-56958-6.
  - Rezension: Frankfurter Allgemeine Zeitung, FAZ, 28. Januar 2008, S. 38.
- 2009: L'avenir de l'eau. Fayard, Paris ISBN 978-2-213-63465-4.
  - Übers. Caroline Vollmann: Die Zukunft des Wasser. Eine Reise um unsere Welt. Beck, München 2010, ISBN 978-3-406-59898-2.
  - Rezension Andreas Platthaus, FAZ, 17. März 2010, S. L10
- 2012: Sur la route du papier. Stock ISBN 978-2-234-06335-8.
  - Übers. Caroline Vollmann: Auf der Spur des Papiers. Eine Liebeserklärung. Beck, München 2014, ISBN 978-3-406-66093-1.
- 2016: L’origine de nos amours. Stock ISBN 978-2-234-07892-5.

### Hörbuch
- Die Grammatik ist ein sanftes Lied: szenische Lesung. Sprecher Pirkko Cremer, Friedhelm Ptok, Marianne Rogée u. v. a. Ton und Regie Theresia Singer (Originaltitel: La grammaire est une chanson douce). Übersetzt von Caroline Vollmann. 2 CDs, Igel-Genius, Dortmund 2007, ISBN 978-3-89353-991-8.

## Filmographie
- 1991: Indochine
- 1994: Radetzkymarsch – La Marche de Radetzky
- 2000: Der ungebetene Gast (La dette)
- 2002: Fräulein Else.